# Alekszandr Viktorovics Uvarov
Alekszandr Viktorovics Uvarov (oroszul: Александр Викторович Уваров; Voronyezs, 1960. január 13. –) orosz-izraeli labdarúgókapus, korábban szovjet válogatott labdarúgó.

## Pályafutása

### Klubcsapatban
Pályafutása során két csapatban játszott. 1981 és 1991 között a Gyinamo Moszkva, 1991 és 2000 között a Makkabi Tel-Aviv kapuját védte.

### A válogatottban
1990 és 1991 között 11 alkalommal szerepelt a szovjet válogatottban. Részt vett az 1990-es világbajnokságon.

### Edzőként
2000 óta a Makkabi Tel-Aviv kapusedzője. 2000 és 2012 között az izraeli válogatott kapusedzője is volt.

## Sikerei, díjai
Gyinamo Moszkva
- Szovjet kupa (1): 1984

Makkabi Tel-Aviv
- Izraeli bajnok (3): 1991–92, 1994–95, 1995–96
- Izraeli kupa (2): 1993–94, 1995–96

## Külső hivatkozások
- Alekszandr Viktorovics Uvarov – a FIFA adatbázisában
- Alekszandr Uvarov adatlapja a National-Football-Teams.com oldalon (angolul)

- Alekszandr Uvarov. eu-football.info
- Alekszandr Uvarov (orosz nyelven). rusteam.permian.ru. [2020. június 29-i dátummal az eredetiből archiválva]. (Hozzáférés: 2018. március 21.)